# Science SARU
株式会社Science SARU（日语： Kabushiki-gaisha Saiensu SARU）是一家日本动画工作室，总部位于东京吉祥寺，由制片人崔恩映和导演湯淺政明于2013年2月4日成立。工作室已制作四部长片和五部动画剧集，并参与制作若干合拍片、合辑片、以及其他工作室的系列剧集。Science SARU的第一部作品是美国动画剧集《探險活寶》（2014年）中的《神奇食物鏈》一集；工作室最新的项目有：網絡动画剧集《歪小子史考特：火力全開》（2023年）、原創動畫電影《你的顏色》（2024年）、漫畫改編動畫劇集《膽大黨》（2024年）以及音樂短片《Garden of Remembrance》（2024年）。
Science SARU的作品在日本和国际上深受好评，曾在安錫國際動畫影展、 日本电影学院奖、 每日电影奖、 和日本新媒體動漫藝術節上斩获奖项。 他們使用的是将手绘动画和数字动画（包括Flash动画）相结合的制作方法，这种技术还是首次被应用在日本动画中。 该工作室目前由崔恩映（总裁兼首席执行官）领导。
2024年5月23日，日本電影製作公司東寶宣佈將全資收購Science SARU，後於同年6月19日完成收購。

## 命名
Science SARU的字面意思是“科学猴”。 这是因为创始人之一汤浅政明经常把自己画成一只猴子，但他希望工作室比猴子聪明一些；于是，他在SARU（猴）的前面加上了Science（科学）二字，意在希望工作室能兼具本能与智慧。 

另一位创始人崔恩映进一步解释了工作室名背后的含义：
“我们考虑了很久工作室的命名....科学代表逻辑、商业、数字、计划、技术和新工具。另一方面，“Saru”在日语中是猴子的意思。我们作为动画师，在作品中投入创造力、直觉、艺术、愉悦感、和幽默……和那种“瞎胡闹（monkeying around）”有点相似。我们希望把这些特性保留在 Science Saru 中。因此，我们想要表达出一种平衡。 Science是英文，突出的是国际化，而日文Saru则体现日本动画传统。” 

## 历史

### 创始
2013年2月4日，汤浅政明和崔恩映创立了Science SARU。汤浅和崔恩映之前有过多次合作，而且，崔恩映曾经领导过Ankama Japan，这间工作室也使用的是类似的数字动画制作技术，员工也同样来自世界各地。   2013年，《Kick-Heart》成为第一个在 Kickstarter上众筹成功的大型日本动画项目，在制作本片期间，崔恩映提出了成立工作室的想法。 二者以Science SARU为名发布的第一部正式作品是美国《探險活寶》动画系列的《神奇食物鏈》（2014） 一集，其中，汤浅担任导演、编剧和分镜； 崔恩映担任联合导演。 工作室还在汤浅导演的动画剧集《乒乓》（2014）中负责制作数字动画，并在2014年7月以这部分工作赢得了认可。 
Science SARU的第一个办公室是从郊区民宅改建而来的临时工作室。2013年底，公司规模扩大至5人，包括汤浅、崔恩映和前Ankama Japan成员Abel Góngora；  工作室的第一批作品便出自这个小团队之手。 

### 制作技术及工作室环境
Science SARU结合了传统手绘动画和依托软件（如Adobe Animate）的数字动画。该工作室将这种制作方法和制作出的成品称为“数字辅助动画”。在制作“数字辅助动画”时，首先手绘出关键帧（它们表现出运动的关键姿势）的原画，然后用软件做出中间帧（填充关键帧之间的帧，以制作出流畅的运动）并上色。 这种制作方法可以大大提高制作效率，使他们能以较少的人数迅速地完成项目；  在小规模的团队中，成员对导演的艺术理念会有更加深刻的理解。 这种动画制作方法赢得了创作者和行业的赞誉。 
Science SARU的多元性在日本国内也是独一无二的，工作室的成员来自世界各地。崔恩映表示，他们对候选人的国籍一视同仁，重要的是其能力；多样的文化视角也有助于创造更丰满、更有表现力的故事。  

### 早期分包商阶段
一开始，Science SARU主要以承接分包项目、以及与其他工作室合作作为企划活动。 他们的第一个项目是《探險活寶》中的《神奇食物鏈》(2014)一集。他们负责了这一集的全部内容，系列制作人潘得顿·沃德让汤浅和崔恩映自由发挥，凭借他们自己的判断来制作。 《神奇食物鏈》获得的好评如潮，可谓该剧集中的最佳之一，不仅跻身安锡官方竞选影片，还提名了安妮最佳电视导演奖。 工作室早期的另一重要项目是为汤浅导演的剧集《乒乓》（2014）制作数字辅助动画，而该动画的主力制作工作室为龍之子製作。 随后，《乒乓》在日本新媒體動漫藝術節上斩获了评审团大赏，在東京動畫獎上赢得电视动画大奖；另外，角色设计师伊東伸高，也因自己的突出表现，收获了最佳动画师奖，他与Science SARU保持着长期的合作关系。 后来，《乒乓》的动画制作被评为十年以来的最佳日本动画之一。 Science SARU还协助制作了BONES动画剧集《宇宙浪子》(2014）中的两集，都获得了好评。
工作室接手的其它分包工作包括制作《牙狼》系列（2014-15；2017-18）的片头动画 ；辅助《電影版妖怪手錶：誕生的秘密喵！》（2014）、两部蜡笔小新剧场版（2014，2015）、 和《台风的诺尔达》（2015）的作画 ；制作迷你宣传剧集《What's Debikuro?》（デビクロってなに？）（2014）、 音乐录像带《四季之歌》（2015）、 美国电视动画《OK KO!: Let's Be Heroes》的宣传剧集(2015-17)。

### 转向故事长片
到了 2016 年初，Science SARU已经积累了不少经验，也在行业内树立了声誉；虽然仍是一个小型团队，但他们已经为自己的第一个大型项目做好了准备。工作室的第一部故事长片是适合阖家观赏的奇幻电影《宣告黎明的露之歌》（2017），工作室以“数字辅助”动画技术，在不到 16 个月的时间内便完成本片。 汤浅是《露之歌》的导演兼联合编剧 ；这是他的第一部原创长片。 在制作《露之歌》期间，汤浅和Science SARU得到了制作第二部故事片的机会，这便是浪漫喜剧《春宵苦短，少女前进吧！》（2017），根据森見登美彥的小说改编。 在Science Saru成立之前，汤浅就曾执导改编森见登美彦的《四叠半神话大系》（2010）；  汤浅原本希望在那之后立即着手改编《春宵苦短》 ，但没能成行。所以在2016年得到机会之时，他立即同意了。然而，这却导致《春宵苦短》前期制作工作与《露之歌》的后期制作撞车了。 尽管《露之歌》先完成；但考虑到市场营销方面的决策，已经有了粉丝基础的《春宵苦短》率先上映，作为工作室的第一部长片。 
《露之歌》和《春宵苦短》获得的好评如潮。前者获得了安锡国际动画影展的最佳长片奖、 每日电影奖的大藤信郎賞、 和日本媒体艺术节动画大奖。 后者荣获日本电影学院最佳动画奖， 渥太华国际动画节最佳动画长片大奖， 和日本新媒体动漫艺术节评审团奖， 并被评为十年来最好的日本动画电影之一。 

## 制作动画
以下列表列出了 Science SARU参与的所有电影和系列剧集。 灰色是由Science SARU制作或联合制作的作品；黄色是分包作品。

### 电影动画
| 年     | 标题                                   | 监督             | 编剧           | 制作人                                   | 音乐               | 爛番茄新鮮度 | 备注                                      |
| ------ | -------------------------------------- | ---------------- | -------------- | ---------------------------------------- | ------------------ | ------------ | ----------------------------------------- |
| 2014年 | 蜡笔小新：大对决！机器人爸爸的反击！   | 高桥涉           | 中島一基       | 鈴木健介、岸本隆宏、松久智治、吉田有希   | 宫崎慎二、荒川敏行 | -            | 动画辅助；主要制作工作室是新銳動畫        |
| 2014年 | 電影版妖怪手錶：誕生的秘密喵！         | 高桥滋春、後信治 | 加藤陽一       | 古澤泉、梶原清文、和田誠                 | 西鄉憲一郎         | 80%          | 动画辅助；主要制作工作室是OLM             |
| 2015年 | 蜡笔小新：我的搬家物语！仙人掌大袭击！ | 桥本正和         | 上野貴美子     | 中世古裕美、鈴木健介、八木征史、吉田有希 | 泽口和彦、荒川敏行 | -            | 动画辅助；主要制作工作室是新銳動畫        |
| 2015年 | 台风的诺尔达                           | 新井洋次郎       | -              | 尾崎紀子、武井克弘                       | 滨涡正志           | -            | 关键动画；主要制作工作室是Studio Colorido |
| 2017年 | 春宵苦短，少女前进吧！                 | 汤浅政明         | 上田誠         | 伊藤隼之介、尾崎紀子                     | 大岛满             | 90%          | 根据森见登美彦的小说改编，中村佑介配图    |
| 2017年 | 宣告黎明的露之歌                       | 汤浅政明         | 汤浅与吉田玲子 | 伊藤隼之介、岡安由夏                     | 村松崇继           | 78%          | 原创故事                                  |
| 2019年 | 乘浪之約                               | 汤浅政明         | 吉田玲子       | 崔恩映、岡安由夏                         | 大岛满             | 93%          | 原创故事                                  |
| 2020年 | 日本沉没：2020 年剧场版                | 汤浅政明         | 吉高寿男       | 待公布                                   | 牛尾憲輔           | -            | 同名系列电影汇编；根据小松左京的小说改编  |
| 2021年 | 犬王                                   | 汤浅政明         | 野木亞紀子     | 崔恩映、竹内文惠、淀明子                 | 大友良英           | 100%         | 根据古川日出男的小说改编                  |
| 2024年 | 你的颜色                               | 山田尚子         | 吉田玲子       | 岡村和佳菜、崎田康平                     | 牛尾憲輔           |              | 原創電影作品                              |

### 剧集动画
| 年        | 标题                           | 導演                                                              | 编剧                                                   | 制作人                                                         | 音乐 | 爛番茄新鮮度 | 备注                                                                                  |
| --------- | ------------------------------ | ----------------------------------------------------------------- | ------------------------------------------------------ | -------------------------------------------------------------- | --- | ------------ | ------------------------------------------------------------------------------------- |
| 2014年    | 探險活寶：神奇食物鏈           | 湯淺政明 & 崔恩映 (創意總監)                                      | 湯淺政明                                               | 崔恩映 & 湯淺政明                                              | 寺田創一 | -            | 由潘得頓·沃德創作、卡通頻道工作室製作的系列影集；Science SARU負責本集製作             |
| 2014年    | 乒乓                           | 湯淺政明                                                          | 湯淺政明（系列構成、劇本）                             | 岡安由夏、新宅洋平、藤尾勉（動畫製作人）                       | 牛尾憲輔 | -            | 松本大洋的漫畫改編；與龍之子製作合作製作的「數位輔助」動畫                            |
| 2014年    | 宇宙浪子                       | 渡邊信一郎 (主導演) & 夏目真悟 崔恩映 (第9話) & 湯淺政明 (第16話) | 崔恩映 (第9話) & 湯淺政明 (第16話)                     | 南雅彦、向井地基起、稲垣浩文、小岐須泰世、井上裕香子、伊藤幸弘 | 難波弘之、KenKen、Tucker、笹沼位吉、岡村靖幸&Dokaka (第9話) 高橋拓、Mountain Mocha Kilimanjaro、Tucker、Latin Quarters & 菅野洋子 （第16話) | 83%          | 動畫製作合作（第9集未註明；第16集註明）；主要工作室為是BONES。                        |
| 2014年    | 什麼是Debikuro？ - 宣傳影片    | 崔恩映 (第1-3話)                                                  | 黑澄充 (第1-3話)                                       | -                                                              | - | -            | 真人電影《戀愛魔法奇蹟》的宣傳片                                                      |
| 2014-15年 | 牙狼〈GARO〉-炎之刻印-         | 林祐一郎                                                          | 小林靖子 (系列構成)                                    | 鈴木貴宏                                                       | MONACA | -            | 動畫製作（包括片頭2，第13-25集）；主要工作室為MAPPA。                                 |
| 2016-17年 | OK K.O.! - 宣傳影片            | 阿貝爾·岡戈拉 & 胡安·曼努埃爾·拉古納 (第1, 4, 8話)                | 托比·瓊斯、斯圖利·文斯頓 (第1話), 瑞恩·香農 (第4, 8話) | -                                                              | - | -            | 由伊恩·瓊斯-誇泰創作、卡通頻道工作室製作的一系列宣傳影片；提供動畫製作（第1、4、8話） |
| 2017-18年 | 牙狼-VANISHING LINE            | 朴性厚                                                            | 吉村清子 (系列構成)                                    | -                                                              | MONACA | -            | 動畫製作（包括片頭1、2，第1-24集）；主要工作室為MAPPA。                               |
| 2018年    | 惡魔人 Crybaby                 | 湯淺政明                                                          | 大河內一樓 (系列構成 & 編劇)                           | 新宅洋平、永井一巨                                             | 牛尾憲輔 | 89%          | 改編自永井豪創作的同名漫畫                                                            |
| 2019-20年 | 超級小白                       | 湯淺政明、霜山朋久 (主導演)                                       | 上野貴美子 (系列構成)                                  | 沼田真明、佐野敬信、吉田有希、鶴崎りか、鈴木健介               | 東大路憲太、多田彰文 | -            | 改編自臼井儀人創作的《蠟筆小新》的衍生作品。                                          |
| 2020年    | 別對映像研出手！               | 湯淺政明                                                          | 湯淺政明 (系列構成), 木戶雄一郎 (編劇）                | 鶴岡信哉、坂田淳、崔恩映、岡本順哉                             | 大留太一 | -            | 改編自大童澄瞳創作的同名漫畫                                                          |
| 2020年    | 日本沉没：2020                 | 湯淺政明、許平康 (系列導演)                                       | 吉高壽男（系列構成）                                   | 廚子健介、上木則安、松村一人、崔恩映                           | 牛尾憲輔 | 72%          | 同名系列电影汇编；根据小松左京的小说改编                                              |
| 2021年    | 平家物語                       | 山田尚子                                                          | 吉田玲子 (編劇)                                        | 竹内文恵、有田真代、尾崎紀子、中村伸一、崔恩映                 | 牛尾憲輔 | 待公布       | 改編自於13世紀的軍記物語《平家物語》                                                  |
| 2021年    | 星際大戰：視界 (赤霧 與 T0-B1) | 崔恩映 (赤霧), 阿貝爾·岡戈拉 (T0-B1)                              | 木戸雄一郎                                             | 崔恩映 (執行製作人), 崎田康平                                  | U-zhann (赤霧) Keiichiro Shibuya & A-bee (T0-B1)                                                                                            | 96%          | 基於喬治盧卡斯創作的《星際大戰》                                                      |
| 2022年    | 幽零幻鏡                       | 霜山朋久                                                          | 佐藤大 (系列構成及原創概念), 湯淺政明 (原創概念)       | 待公布                                                         | Mito, Kōtarō Saitō, Yebisu303 | 待公布       | 原創動畫                                                                              |
| 2022年    | 四疊半時光機藍調               | 夏目真悟                                                          | 上田誠（系列構成）                                     | 尾崎紀子、菅原花、竹内文惠、崔恩映                             | 大島滿 | 待公布       | 根據森見登美彥同名小說改編，改編自上田誠的原創概念。                                  |
| 2023年    | 歪小子史考特：火力全開         | 阿貝爾·岡戈拉                                                     | 布賴恩·李·奧馬利、本‧大衛‧格拉賓斯基                   | 崔恩映                                                         | Anamanaguchi | 98%          | 根據布賴恩·李·奧馬利同名圖像小說改編                                                  |
| 2024年    | 膽大黨                         | 山代風我                                                          | 瀨古浩司 (系列構成、編劇)                              | 待公布                                                         | 牛尾憲輔 | 待公布       | 改編自龍幸伸創作的同名漫畫                                                            |
| 2026年    | 攻殼機動隊                     | 待公布                                                            | 待公布                                                 | 待公布                                                         | 待公布 | 待公布       | 改編自士郎正宗創作的同名漫畫                                                          |

## 外部連結
- 官方网站 （日語）
- Science SARU在動畫新聞網百科全書中的資料（英文）